# Kostel svaté Kateřiny (Ostrava)

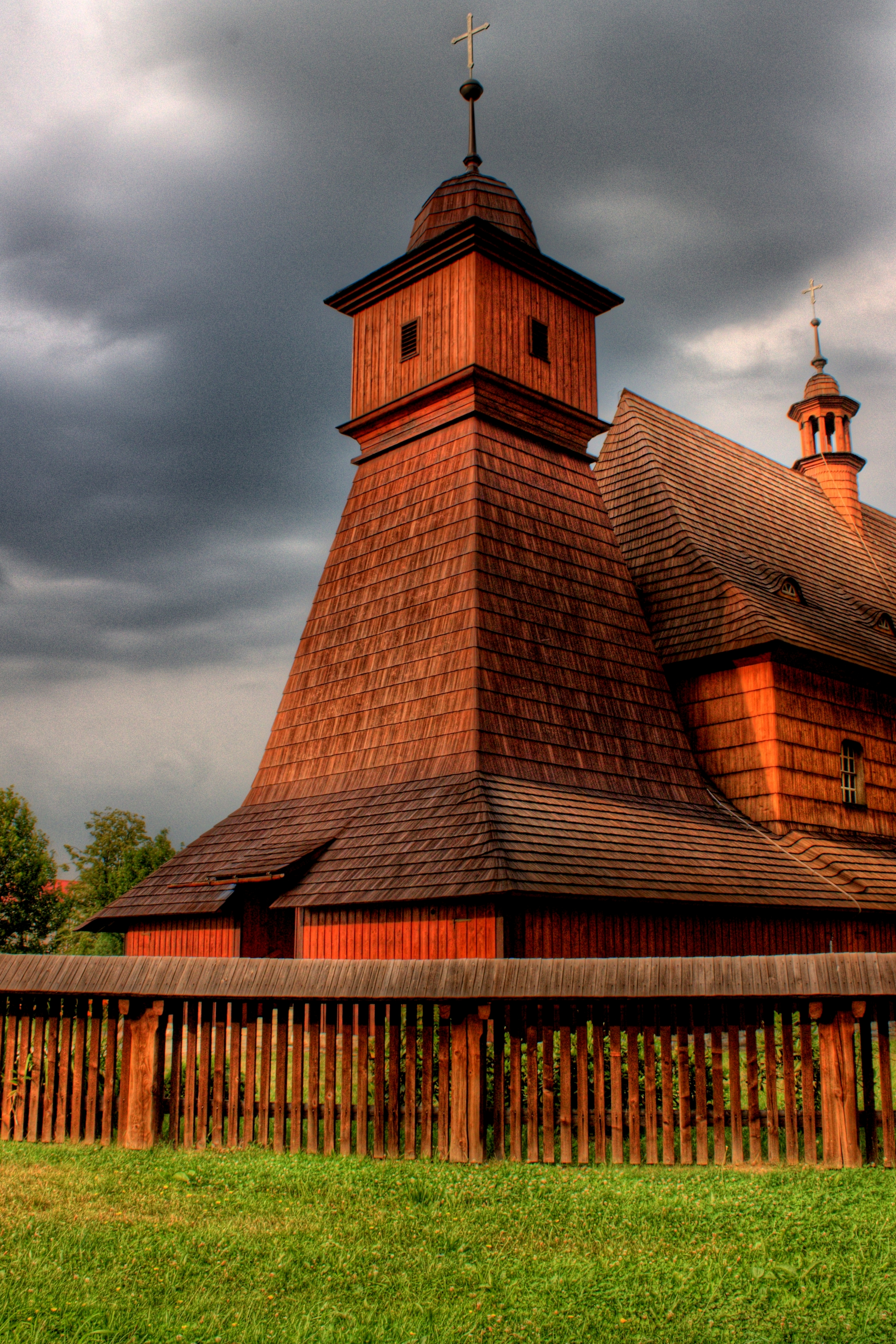
Kostel svaté Kateřiny v Ostravě-Hrabové

Kostel svaté Kateřiny Alexandrijské je chrám v ostravském městském obvodu Hrabová. Dřevěný kostel sv. Kateřiny byl vystavěn v druhé čtvrtině 16. století ve stylu pozdní gotiky s raně renesančními prvky. Pravděpodobně kvůli závadě na elektroinstalaci dne 2. dubna 2002 téměř do základů vyhořel. Následně bylo přistoupeno k jeho obnově jako dobové kopie s využitím fragmentů původní stavby. Obnova chrámu byla dokončena roku 2004. Slavnostní předání klíčů od kostela místní římskokatolické farnosti spojené se svěcením nových zvonů zasvěcených sv. Františkovi z Assisi a sv. Kláře proběhlo 30. října 2004. Následně byl kostel dne 27. listopadu ostravsko-opavským biskupem Františkem Václavem Lobkowiczem slavnostně vysvěcen.

## Historie kostela v letech 1564–2002
Dle znaleckého posudku Ing. Josefa Kyncla bylo exaktní metodou dendrochronologie zjištěno, že dřevěný materiál použitý na stavbu kostela sv. Kateřiny Alexandrijské pocházel z jedlových stromů pokácených po roce 1522. Bohužel díky devastujícímu požáru došlo ke zkreslení vzorků dřeva, proto musíme uvažovat o vzniku stavby ve druhé čtvrtině 16. století na základě použitých architektonických prvků a jejich analogií v českých zemích. Za první hodnověrný doklad existence kostela sv. Kateřiny považujeme úmrtní oznámení „Gira Cholewa Usnul v Panu ve strzedu trzeti Postni Leta Pane tohoto 1564“, které nám oznamovalo, že Jira Cholewa z rodu hrabovských fojtů zemřel ve třetí postní středu roku 1564, tj. 1. března 1564. Tento nápis se dochoval po pravé straně hlavního portálu do lodi kostela až do osudného požáru chrámu v roce 2002.
Kostel nese typické architektonické rysy příznačné pro oblast dřevěné lidové architektury severní Moravy a Horního Slezska. Kostel byl vystavěn na pomezí pozdně gotického a raně renesančního stylu. Hlavní a boční vstup do lodi kostela zdobily dva pozdně gotické portály ve tvaru oslího hřbetu, avšak půlkruhový portál spojující presbytář kostela se sakristií již nesl patrné znaky rané renesance; portály musely vzniknout na přelomu umění pozdní gotiky a přicházející renesance. K chrámu se váže lidová pověst, že kostel původně pochází z Metylovic, odkud byl přenesen, avšak tuto pověst nelze doložit žádnými prameny a lze ji tak vzhledem ke kontextu 16. století pokládat za zcela nepravděpodobnou.
V letech 1564–1573 proběhla nová fresková výmalba kostela. Z roku 1580 pochází první písemný pramen připomínající zdejší katolickou duchovní správu. Dne 10. prosince 1580 odpovídá olomoucký biskup Stanislav II. Pavlovský na dopis držiteli paskovského panství Ctiborovi Syrakovskému z Pěrkova, který jej žádal o „knieze katolickeho do Wsy welikey hrabowey“, biskup mu přislibuje tak učinit. Ve vyhořelém kostele se též nacházel na trámech krovu nápis ve znění „Leta Panie zde umřel Mikulass Fogt Cholewa 1596“. Dne 30. dubna 1597 zasílá výše zmíněný Stanislav II. Pavlovský dopis Ctiboru Syrakovskému z Pěrkova, ve kterém jej žádá, aby jako stoupenec pravé katolické víry na hrabovské faře již dále netrpěl „heretických predikantův“, tj. kazatele jednoty bratrské, kteří se do Hrabové pravděpodobně rozšířili z Paskova, kde již od dvacátých let 16. století působil jejich sbor. Tento dopis zůstává jediným pramenem zmiňujícím přítomnost nekatolických konfesí v Hrabové.
Prvním historicky doloženým hrabovským farářem je katolický kněz Vojtěch, který se roku 1615 stal hrabovským farářem, nicméně zanedlouho poté mu Kateřina, rozená Oršická z Bělkovic, nechala zavřít kostel a bránila svým poddaným, aby odváděli faráři povinné církevní desátky. Dne 25. května 1633 začal ve zdejší farnosti působit jako farář řádový kněz Martin Fulkovius, z důvodu nedostatku kněží spravoval též Paskov, jenž se stal filiálkou Hrabové, a Starou Bělou, avšak ještě za něj či brzy po něm došlo k přeložení sídla farnosti do Paskova a Hrabová se stala filiální součástí paskovské farnosti.
V roce 1660 opavský zvonařský mistr Hans Knauff ulil dva barokní zvony o váze sedm a pět centýřů, tj. přibližně 432 a 308 kilogramů, lehčí z nich se dochoval až do roku 2002, kdy se roztavil. V říjnu roku 1679 došlo k vyloupení kostela. Neznámý zloděj ukradl drahocenný pozlacený kalich ze stříbra, přičemž pachatele dopadli a popravili ve Frýdku tak rychle, že církev nemohla žádat náhradu škody. Z roku 1724 pocházel zvon (umíráček) o váze 23 kilogramů umístěný v sanktusníku, který ulil známý opavský zvonařský mistr František Stanke. Tento zvon zrekvírovala rakousko-uherská armáda 23. února 1918.
Dne 18. listopadu 1780 vznikla po vydání dvorského dekretu hrabovská lokálie, místní duchovní správa s farními právy a menším obročím, avšak formálně podřízená paskovské farnosti, prvním lokálním kaplanem se stal paskovský kooperátor Josef Quinta. Při zřízení lokálie také vznikla v letech 1780–1781 nová zděná farní budova. V roce 1787 byla postavena nová štenýřová věž předsazená před průčelí kostela. Neznámý tesařský mistr dostal za zboření staré věže, která se pravděpodobně nacházela na hřebeni střechy nad lodí kostela, a za postavení věže nové částku 68 zlatých.
V 80. a 90. letech 18. století bylo zakoupeno nové převážně pozdně barokní vybavení interiéru. V roce 1815 v opavské zvonařské rodině Staneků ulili zvon o váze 193 kilogramů, který ve věži kostela nahradil jeden ze dvou zvonů ulitých roku 1660. V roce 1848 farníci umístili na kůr kostela první varhany, které sloužily k hudebnímu doprovodu liturgie.
Hrabovský lokální kaplan Ignác Kocvrlich dosáhl 6. června 1890 povýšení hrabovské lokálie na samostatnou farnost a stal se tak prvním hrabovským farářem od 1. poloviny 17. století. Na přelomu 19. a 20. století se několikrát uvažovalo díky velkému nárůstu počtu věřících a častým opravám o stavbě nového kostela, avšak místo nového kostela v Hrabové došlo k vybudování nového kostela Panny Marie Růžencové v Hrabůvce  ̶  slavnostní vysvěcení chrámu proběhlo 16. října 1910. Následujícího roku se od hrabovské farnosti oddělila Hrabůvka, kde od 11. listopadu 1911 vznikla samostatná farnost.
Během první světové války byly pro potřeby rakousko-uherské armády zkonfiskovány dva zvony o váze 193 a 23 kilogramů, které roku 1925 nahradily dva zvony nové pořízené z veřejné sbírky. Bohužel i tyto zvony neušly zkáze roku 1941, kdy si je odvezla německá armáda. Při osvobozovacích bojích prostřelil věž kostela 30. dubna 1945 dělostřelecký granát, avšak věž kostela rychle opravili hrabovští řemeslníci. V roce 1969 kostel vyloupili neznámí pachatelé.

## Vyhoření a obnova kostela
Dne 2. dubna 2002 kostel sv. Kateřiny Alexandrijské v brzkých ranních hodinách téměř do základů vyhořel. Díky úsilí Biskupství ostravsko-opavského, statutárního města Ostravy – městského obvodu Hrabová, Národního památkového ústavu, územního odborného pracoviště v Ostravě a Římskokatolické farnosti Ostrava-Hrabová se podařilo kostel obnovit. Projekt kostela vypracoval Ing. arch. Antonín Závada, autorem moderního řešení interiéru byl Ing. arch. Marek Štěpán. Samotnou stavbu kostela provedli řemeslníci stavební firmy Juráň s.r.o. z Francovy Lhoty u Vsetína pod vedením Ing. Karla Juráně.
Dne 30. října 2004 byly posvěceny nové zvony, sv. František z Assisi a sv. Klára. Proběhlo také slavnostní předání klíčů investorovi stavby. Slavnostní svěcení kostela ostravsko-opavským biskupem Mons. Františkem Václavem Lobkowiczem, O.Praem., se uskutečnilo 27. listopadu 2004.